# Caf Champions League 2017
Caf Champions League 2017 (officiellt Total CAF Champions League 2017 på grund av sponsringsskäl) var den 53:a säsongen av Afrikas främsta klubbfotbollsturnering som anornadas av Confederation of African Football (CAF) och den 21:e upplagan under sitt nuvarande namn. Till denna säsongen hade gruppspelet utökats från två till fyra grupper, vilket ökade antalet deltagande lag i gruppspelet från åtta till sexton.
Marockanska Wydad Casablanca besegrade egyptiska Al-Ahly i finalen och kvalificerade sig för VM för klubblag 2017 i Förenade Arabemiraten. De fick även möta vinnaren av Caf Confederation Cup 2017 i Caf Super Cup 2018.

## Kvalspel
Lottningen för den inledande omgången och första omgången hölls den 21 december 2016 på Cafs huvudkontor i Kairo, Egypten.

### Inledande kvalspel
| Inledande kvalspel – 46 deltagande klubblag | Inledande kvalspel – 46 deltagande klubblag | Inledande kvalspel – 46 deltagande klubblag | Inledande kvalspel – 46 deltagande klubblag | Inledande kvalspel – 46 deltagande klubblag |
| ------------------------------------------- | ------------------------------------------- | ------------------------------------------- | ------------------------------------------- | ------------------------------------------- |
| Lag 1                                       | Totalt                                      | Lag 2                                       | Möte 1                                      | Möte 2                                      |
| Rail Club du Kadiogo                        | 3–1                                         | Diables Noirs                               | 3–0                                         | 0–1                                         |
| Sony Elá Nguema                             | 1–5                                         | Al-Merrikh                                  | 0–1                                         | 1–4                                         |
| Real Bamako                                 | 0–4                                         | Rivers United                               | 0–0                                         | 0–4                                         |
| Tanda                                       | 4–3                                         | Fan                                         | 3–0                                         | 1–3                                         |
| Gorée                                       | 1–2                                         | Horoya                                      | 0–0                                         | 1–2                                         |
| Johansen                                    | 1–4                                         | Fath Union Sport                            | 1–1                                         | 0–3                                         |
| All Stars                                   | 1–5                                         | Alahly                                      | 1–3                                         | 2–0                                         |
| Kampala Capital City Authority              | 00002–2 (BM)                                | Agosto                                      | 1–0                                         | 1–2                                         |
| Mounana                                     | 3–0                                         | Vital'o                                     | 2–0                                         | 1–0                                         |
| Zanaco                                      | 1–0                                         | Armée Patriotique Rwandaise                 | 0–0                                         | 1–0                                         |
| Ngaya Club                                  | 2–6                                         | Young Africans                              | 1–5                                         | 1–1                                         |
| Barrack Young Controllers                   | 1–1 (7–6 str.)                              | Stade Malien                                | 1–0                                         | 0–1 (e.f.)                                  |
| Zimamoto                                    | 3–4                                         | Ferroviário Beira                           | 2–1                                         | 3–2                                         |
| Saoura                                      | 00001–1 (BM)                                | Enugu Rangers                               | 1–1                                         | 0–0                                         |
| Royal Leopards                              | 1–4                                         | Vita Club                                   | 0–1                                         | 1–3                                         |
| Gambia Ports Authority                      | 1–0                                         | Séwé Sport                                  | 1–0                                         | 0–0                                         |
| Cnaps Sport                                 | 00004–4 (BM)                                | Township Rollers                            | 2–1                                         | 2–3                                         |
| Coton Sport                                 | 6–1                                         | Atlabara                                    | 2–0                                         | 4–1                                         |
| Saint-Louisienne                            | 3–4                                         | Bidvest Wits                                | 2–1                                         | 1–3                                         |
| Lioli                                       | 1–2                                         | Caps United                                 | 0–0                                         | 1–2                                         |
| Côte d'Or                                   | 0–2                                         | Saint George                                | 0–2                                         | 0–0                                         |
| Léopards                                    | 00002–2 (BM)                                | UMS de Loum                                 | 1–0                                         | 1–2                                         |
| Tusker                                      | 2–3                                         | Port-Louis 2000                             | 1–1                                         | 1–2                                         |

### Första omgången
| Första kvalomgången – 32 deltagande klubblag | Första kvalomgången – 32 deltagande klubblag | Första kvalomgången – 32 deltagande klubblag | Första kvalomgången – 32 deltagande klubblag | Första kvalomgången – 32 deltagande klubblag |
| -------------------------------------------- | -------------------------------------------- | -------------------------------------------- | -------------------------------------------- | -------------------------------------------- |
| Lag 1                                        | Totalt                                       | Lag 2                                        | Möte 1                                       | Möte 2                                       |
| USM Alger                                    | 2–1                                          | Rail Club du Kadiogo                         | 2–0                                          | 0–1                                          |
| Rivers United                                | 3–4                                          | Al-Merrikh                                   | 3–0                                          | 0–4                                          |
| Étoile du Sahel                              | 5–1                                          | Tanda                                        | 3–0                                          | 2–1                                          |
| Espérance de Tunis                           | 4–3                                          | Horoya                                       | 3–1                                          | 1–2                                          |
| Alahly                                       | 00003–3 (BM)                                 | Fath Union Sport                             | 2–0                                          | 1–3                                          |
| Mamelodi Sundowns                            | 3–2                                          | Kampala Capital City Authority               | 2–1                                          | 1–1                                          |
| Wydad Casablanca                             | 1–1 (5–4 str.)                               | Mounana                                      | 1–0                                          | 0–1                                          |
| Young Africans                               | 00001–1 (BM)                                 | Zanaco                                       | 1–1                                          | 0–0                                          |
| Ferroviário Beira                            | 2–2 (4–1 str.)                               | Barrack Young Controllers                    | 2–0                                          | 0–2                                          |
| Zamalek                                      | 5–3                                          | Saoura                                       | 4–1                                          | 1–2                                          |
| Gambia Ports Authority                       | 1–3                                          | Vita Club                                    | 1–1                                          | 0–2                                          |
| Coton Sport                                  | 2–1                                          | Cnaps Sport                                  | 1–0                                          | 1–1                                          |
| Al-Ahly                                      | 1–0                                          | Bidvest Wits                                 | 1–0                                          | 0–0                                          |
| TP Mazembe                                   | 00001–1 (BM)                                 | Caps United                                  | 1–1                                          | 0–0                                          |
| Léopards                                     | 0–3                                          | Saint George                                 | 0–1                                          | 0–2                                          |
| Al-Hilal                                     | 5–2                                          | Port-Louis 2000                              | 3–0                                          | 2–2                                          |

## Gruppspel

### Grupp A
| Nr | Lag ( )           | S | V | O | F | GM | IM | MS | P  |
| -- | ----------------- | - | - | - | - | -- | -- | -- | -- |
| 1  | Étoile du Sahel   | 6 | 3 | 3 | 0 | 13 | 4  | +9 | 12 |
| 2  | Ferroviário Beira | 6 | 2 | 2 | 2 | 6  | 8  | −2 | 8  |
| 3  | Al-Merrikh        | 6 | 2 | 1 | 3 | 6  | 9  | −3 | 7  |
| 4  | Al-Hilal          | 6 | 0 | 4 | 2 | 4  | 8  | −4 | 4  |

| Hemma \ Borta     | Sudan | Sudan | Tunisien | Moçambique |
| Al-Hilal          | —     | 1–1   | 1–1      | 3–0        |
| Al-Merrikh        | 2–1   | —     | 1–2      | 2–1        |
| Étoile du Sahel   | 1–1   | 3–0   | —        | 5–0        |
| Ferroviário Beira | 0–0   | 1–0   | 1–1      | —          |

### Grupp B
| Nr | Lag ( )     | S | V | O | F | GM | IM | MS | P  |
| -- | ----------- | - | - | - | - | -- | -- | -- | -- |
| 1  | USM Alger   | 6 | 3 | 2 | 1 | 12 | 5  | +7 | 11 |
| 2  | Alahly      | 6 | 2 | 3 | 1 | 11 | 10 | +1 | 9  |
| 3  | Zamalek     | 6 | 1 | 3 | 2 | 6  | 8  | −2 | 6  |
| 4  | Caps United | 6 | 2 | 0 | 4 | 10 | 16 | −6 | 6  |

| Hemma \ Borta | Libyen | Zimbabwe | Algeriet | Egypten |
| Alahly        | —      | 4–2      | 1–1      | 0–0     |
| Caps United   | 2–4    | —        | 2–1      | 3–1     |
| USM Alger     | 3–0    | 4–1      | —        | 2–0     |
| Zamalek       | 2–2    | 2–0      | 1–1      | —       |

### Grupp C
| Nr | Lag ( )            | S | V | O | F | GM | IM | MS | P  |
| -- | ------------------ | - | - | - | - | -- | -- | -- | -- |
| 1  | Espérance de Tunis | 6 | 3 | 3 | 0 | 11 | 4  | +7 | 12 |
| 2  | Mamelodi Sundowns  | 6 | 2 | 3 | 1 | 8  | 4  | +4 | 9  |
| 3  | Saint George       | 6 | 1 | 2 | 3 | 2  | 7  | −5 | 5  |
| 4  | Vita Club          | 6 | 1 | 2 | 3 | 7  | 11 | −4 | 5  |

| Hemma \ Borta      | Tunisien | Sydafrika | Etiopien | Kongo-Kinshasa |
| Espérance de Tunis | —        | 0–0       | 4–0      | 3–1            |
| Mamelodi Sundowns  | 1–2      | —         | 0–0      | 1–1            |
| Saint George       | 0–0      | 0–1       | —        | 1–0            |
| Vita Club          | 2–2      | 1–3       | 2–1      | —              |

### Grupp D
| Nr | Lag ( )          | S | V | O | F | GM | IM | MS  | P  |
| -- | ---------------- | - | - | - | - | -- | -- | --- | -- |
| 1  | Wydad Casablanca | 6 | 4 | 0 | 2 | 7  | 3  | +4  | 12 |
| 2  | Al-Ahly          | 6 | 3 | 2 | 1 | 7  | 3  | +4  | 11 |
| 3  | Zanaco           | 6 | 3 | 2 | 1 | 4  | 2  | +2  | 11 |
| 4  | Coton Sport      | 6 | 0 | 0 | 6 | 2  | 12 | −10 | 0  |

| Hemma \ Borta    | Egypten | Kamerun | Marocko | Zambia |
| Al-Ahly          | —       | 3–1     | 2–0     | 0–0    |
| Coton Sport      | 0–2     | —       | 0–2     | 0–1    |
| Wydad Casablanca | 2–0     | 2–0     | —       | 1–0    |
| Zanaco           | 0–0     | 2–1     | 1–0     | —      |

## Slutspel

### Slutspelsträd
|  | Kvartsfinaler        | Kvartsfinaler    | Kvartsfinaler    | Kvartsfinaler |   |                 | Semifinaler | Semifinaler | Semifinaler | Semifinaler |  |         | Final | Final | Final | Final |
|  |                      |                  |                  |               |   |                 |             |             |             |             |  |         |       |       |       |       |
|  | Al-Ahli Tripoli      | 0                | 0                | 0             |   |                 |             |             |             |             |  |         |       |       |       |       |
|  | Étoile du Sahel      | 0                | 2                | 2             |   |                 |             |             |             |             |  |         |       |       |       |       |
|  | Étoile du Sahel      | 0                | 2                | 2             |   | Étoile du Sahel | 2           | 2           | 4           |             |  |         |       |       |       |       |
|  |                      |                  |                  |               |   | Étoile du Sahel | 2           | 2           | 4           |             |  |         |       |       |       |       |
|  |                      |                  | Al-Ahly          | 1             | 6 | 7               |             |             |             |             |  |         |       |       |       |       |
|  | Al-Ahly              | 2                | Al-Ahly          | 1             | 6 | 7               | 2           | 4           |             |             |  |         |       |       |       |       |
|  | Al-Ahly              | 2                |                  |               |   |                 | 2           | 4           |             |             |  |         |       |       |       |       |
|  | Espérance de Tunis   | 2                | 1                | 3             |   |                 |             |             |             |             |  |         |       |       |       |       |
|  | Espérance de Tunis   | 2                | 1                | 3             |   |                 |             |             |             |             |  | Al-Ahly | 1     | 0     | 1     |       |
|  |                      |                  |                  |               |   |                 |             |             |             |             |  | Al-Ahly | 1     | 0     | 1     |       |
|  |                      | Wydad Casablanca | 1                | 1             | 2 |                 |             |             |             |             |  |         |       |       |       |       |
|  | Ferroviário Beira    | Wydad Casablanca | 1                | 1             | 2 | 1               | 0           | 1           |             |             |  |         |       |       |       |       |
|  | Ferroviário Beira    |                  |                  |               |   | 1               | 0           | 1           |             |             |  |         |       |       |       |       |
|  | USM Alger (b)        | 1                | 0                | 1             |   |                 |             |             |             |             |  |         |       |       |       |       |
|  | USM Alger (b)        | 1                | 0                | 1             |   | USM Alger       | 0           | 1           | 1           |             |  |         |       |       |       |       |
|  |                      |                  |                  |               |   | USM Alger       | 0           | 1           | 1           |             |  |         |       |       |       |       |
|  |                      |                  | Wydad Casablanca | 0             | 3 | 3               |             |             |             |             |  |         |       |       |       |       |
|  | Mamelodi Sundowns    | 1                | Wydad Casablanca | 0             | 3 | 3               | 0           | 1 (2)       |             |             |  |         |       |       |       |       |
|  | Mamelodi Sundowns    | 1                |                  |               |   |                 | 0           | 1 (2)       |             |             |  |         |       |       |       |       |
|  | Wydad Casablanca (s) | 0                | 1                | 1 (3)         |   |                 |             |             |             |             |  |         |       |       |       |       |

### Kvartsfinaler
| Kvartsfinaler – 8 deltagande klubblag | Kvartsfinaler – 8 deltagande klubblag | Kvartsfinaler – 8 deltagande klubblag | Kvartsfinaler – 8 deltagande klubblag | Kvartsfinaler – 8 deltagande klubblag |
| ------------------------------------- | ------------------------------------- | ------------------------------------- | ------------------------------------- | ------------------------------------- |
| Lag 1                                 | Totalt                                | Lag 2                                 | Möte 1                                | Möte 2                                |
| Al-Ahli Tripoli                       | 0–2                                   | Étoile du Sahel                       | 0–0                                   | 0–2                                   |
| Al-Ahly                               | 4–3                                   | Espérance de Tunis                    | 2–2                                   | 2–1                                   |
| Ferroviário Beira                     | 1–1 (b)                               | USM Alger                             | 1–1                                   | 0–0                                   |
| Mamelodi Sundowns                     | 1–1 (2–3 s)                           | Wydad Casablanca                      | 1–0                                   | 0–1                                   |

### Semifinaler
| Kvartsfinaler – 4 deltagande klubblag | Kvartsfinaler – 4 deltagande klubblag | Kvartsfinaler – 4 deltagande klubblag | Kvartsfinaler – 4 deltagande klubblag | Kvartsfinaler – 4 deltagande klubblag |
| ------------------------------------- | ------------------------------------- | ------------------------------------- | ------------------------------------- | ------------------------------------- |
| Lag 1                                 | Totalt                                | Lag 2                                 | Möte 1                                | Möte 2                                |
| Étoile du Sahel                       | 4–7                                   | Al-Ahly                               | 2–1                                   | 2–6                                   |
| USM Alger                             | 1–3                                   | Wydad Casablanca                      | 0–0                                   | 1–3                                   |

### Final
| Final – 2 deltagande klubblag | Final – 2 deltagande klubblag | Final – 2 deltagande klubblag | Final – 2 deltagande klubblag | Final – 2 deltagande klubblag |
| ----------------------------- | ----------------------------- | ----------------------------- | ----------------------------- | ----------------------------- |
| Lag 1                         | Totalt                        | Lag 2                         | Möte 1                        | Möte 2                        |
| Al-Ahly                       | 1–2                           | Wydad Casablanca              | 1–1                           | 0–1                           |